# Bodziszek czerwony
Bodziszek czerwony, b. krwisty (Geranium sanguineum L.) – gatunek rośliny wieloletniej z rodziny bodziszkowatych. Występuje w Europie i zachodniej Azji, jest też uprawiany w wielu krajach. W Polsce występuje na całym niżu.

## Rozmieszczenie geograficzne
Występuje niemal w całej Europie – brak go tylko na północy (Islandia, północna część Półwyspu Skandynawskiego i północna Rosja). Na wschodzie sięga do Azji Mniejszej, Kaukazu i zachodniej Syberii.
W Polsce jest szeroko rozprzestrzeniony poza obszarami górskimi, gdzie jest bardzo rzadki, występuje jednak nierównomiernie – lokalnie bywa rzadki, są też rejony (np. Wyżyna Lubelska), gdzie ma bardzo liczne stanowiska.

## Morfologia

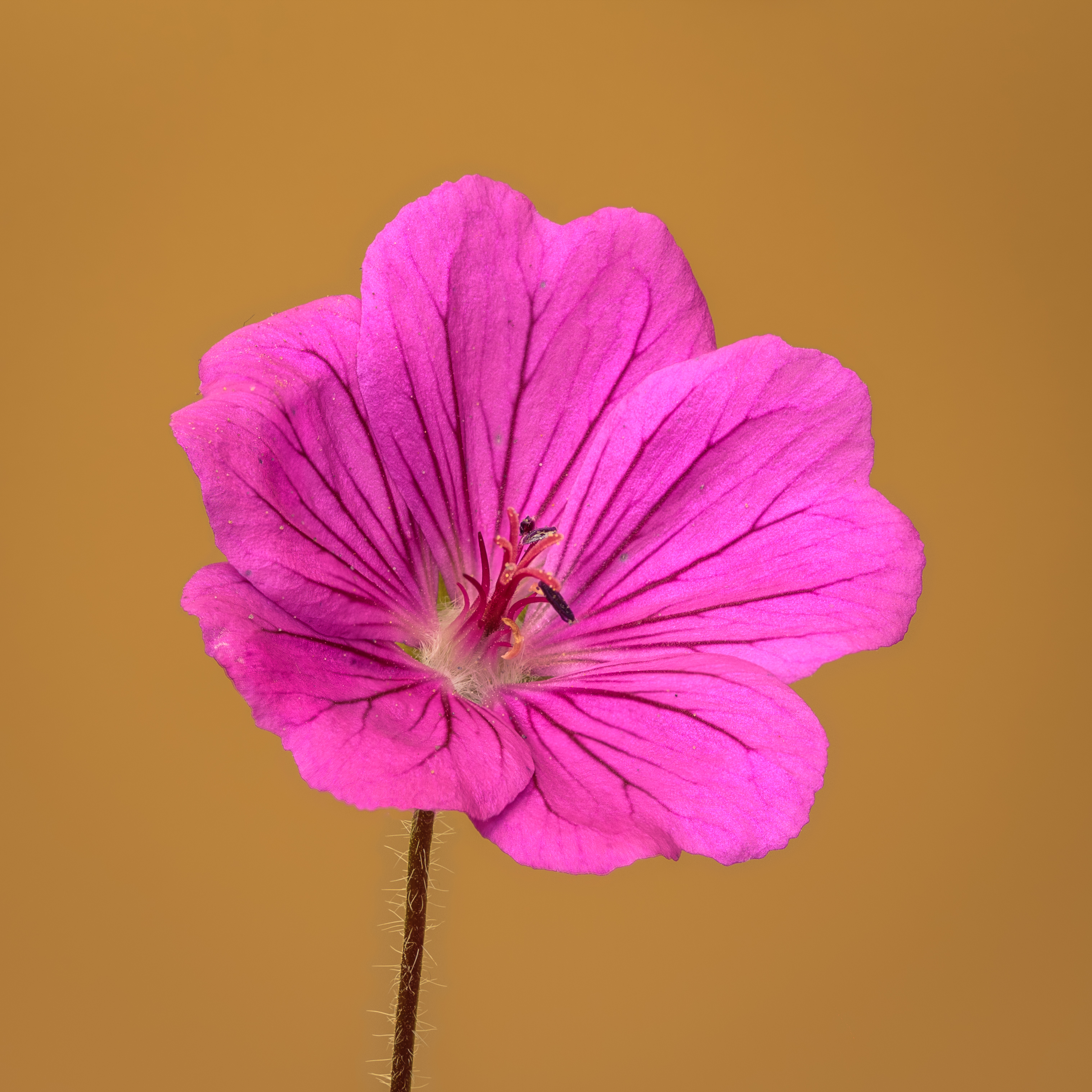
Kwiat

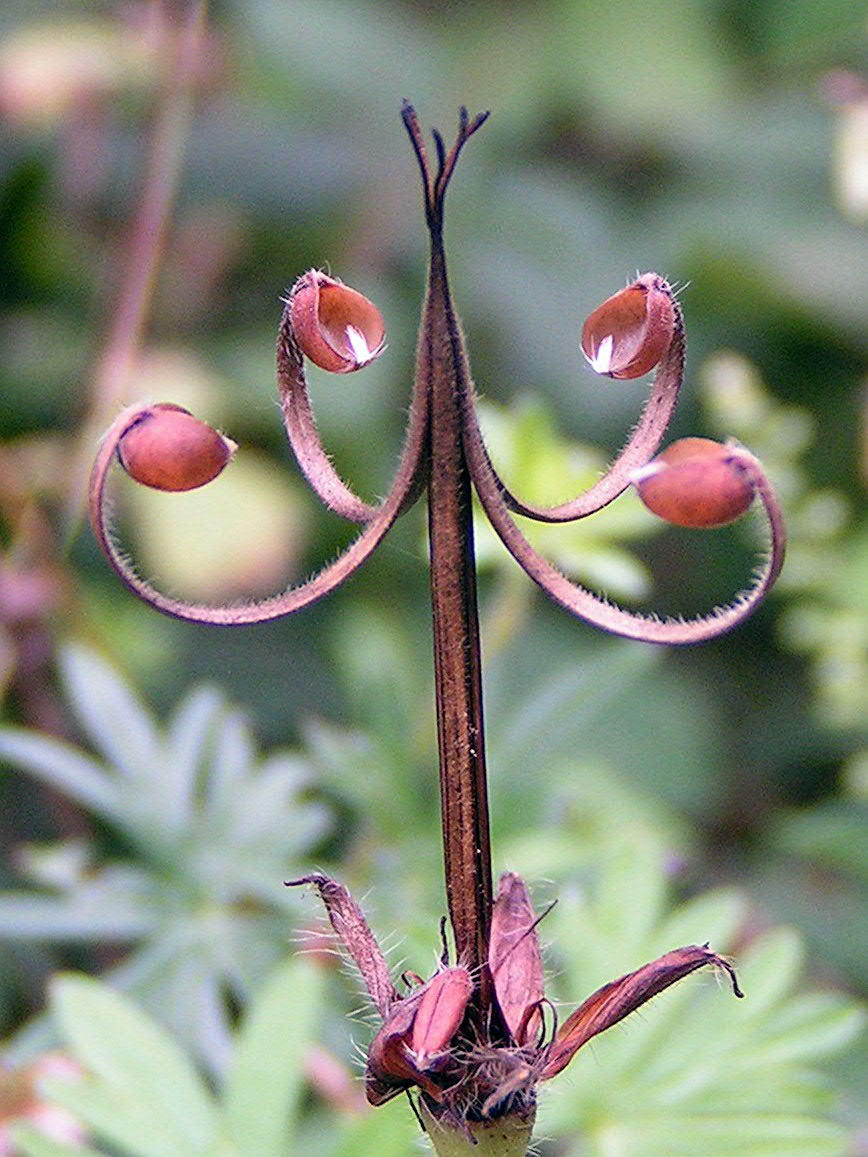
Owoc

ŁodygaŁodyga wzniesiona lub ponosząca się, odstająco owłosiona. Wysokość 10–50 cm. Pod ziemią grube kłącze.
LiścieW zarysie okrągławe, do 5 cm średnicy. Dolne są dłoniasto 7-dzielne. Odcinki ostatniego rzędu są równowąskolancetowate, całobrzegie.
KwiatyWyrastają pojedynczo na odstająco owłosionych szypułkach. Mają średnicę 2,5–4,0 cm, kolor krwistoczerwony. Płatki korony wycięte, dwukrotnie dłuższe od kielicha, nitki pręcików równomiernie zwężają się.
OwoceRozłupka o ościach po dojrzeniu łukowato odginających się i ślimakowato zwijających.
Gatunek podobnyBodziszek błotny ma kwiaty wyrastające w parach i rośnie w miejscach wilgotnych.

## Biologia i ekologia

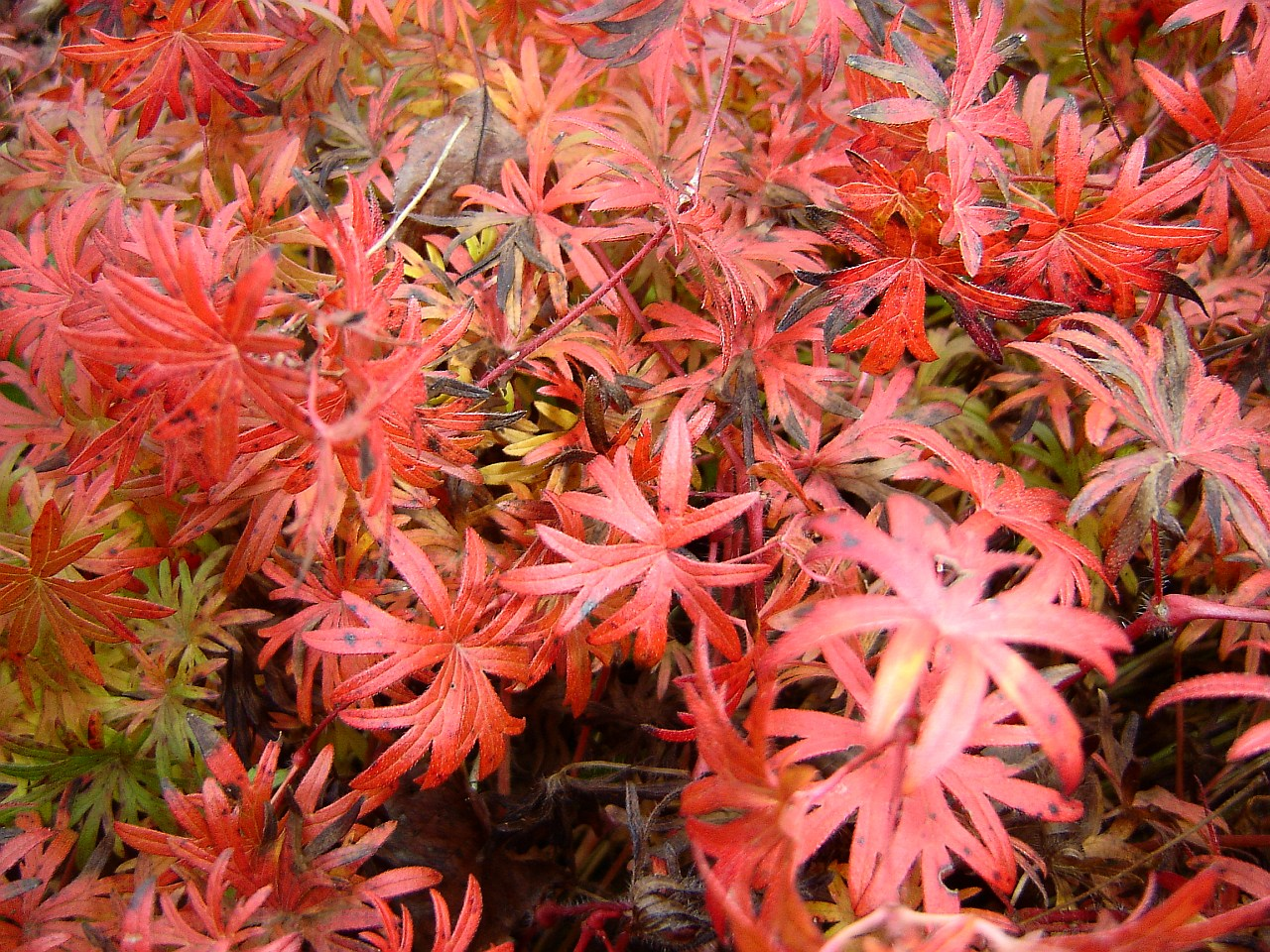
Jesienne przebarwienie liści

Bylina, hemikryptofit. Występuje w miejscach kamienistych, na suchych zboczach, w zaroślach, w widnych lasach, na słonecznych skrajach lasów. Preferuje lekko zasadowe gleby. W klasyfikacji zbiorowisk roślinnych gatunek charakterystyczny dla związku (All.) Geranion sanguinei. Kwitnie od maja do września. Kwiaty częściowo przedprątne, częściowo równoczesne, zapylane przez błonkówki i muchówki, albo samopylne.

## Zastosowanie
Roślina ozdobna. Jest uprawiany dla swoich pięknych kwiatów. Wymaga słonecznego lub półcienistego stanowiska. Nie potrzebuje gleby żyznej i próchnicznej, lubi gleby piaszczysto-gliniaste lub żwirowate o odczynie lekko zasadowym. Nadaje się także jako roślina okrywowa, ale pełne zwarcie osiąga dopiero po kilku latach. Raz posadzony rośnie przez wiele lat.